# 西杏园遗址
西杏园遗址，位于中国青海省西宁市马坊乡西杏园村，为第四批青海省文物保护单位，公布日期为1986年5月27日，类型为古遗址。
西杏园遗址的历史年代为马厂类型、齐家文化、卡约文化。